# Logozohoué
Logozohoué (auch Logozohe) ist eine Stadt und ein Arrondissement im Departement Collines im westafrikanischen Staat Benin. Es ist eine Verwaltungseinheit, die der Gerichtsbarkeit der Kommune Savalou untersteht. Durch den Ort führt die Fernstraße RNIE3/RNIE5, über die in westlicher Richtung Savalou zu erreichen ist und in östlicher Richtung die Kommune Dassa-Zoumè.

## Demografie und Verwaltung
Gemäß der Volkszählung 2013 des beninischen Statistikamtes INSAE hatte das Arrondissement 4435 Einwohner, davon waren 2192 männlich und 2243 weiblich.
Von den 111 Dörfern und Quartieren der Kommune Savalou entfallen sieben auf Logozohoué:
1. Bamè
2. Honnoukon
3. Klougo
4. Loukintowin
5. Naoudji
6. Sègui
7. Sozoumè